# 1st Last Will
1st Last Will ist das erste Album der österreichischen Rockband Excuse Me Moses.
Die CD und die Downloadversionen wurden am 15. Juni 2007 veröffentlicht. Das Album erschien beim von Hannes Eder geführten Label Universal Music Austria und wurde von Alexander Kahr (welcher zuvor Christina Stürmer in Deutschland rausbrachte) produziert.
Im Spätsommer 2008 soll die Veröffentlichung des Albums in Finnland folgen.

## Hintergrundinformation
Nach Erreichen des dritten Platzes beim Ö3 Soundcheck 2005 veröffentlichte die Band nach langer Pause ihre offizielle Debütsingle Summer Sun, welche in Österreich Platz 33 erreichte, sich 5 Wochen lang in Österreich gut verkaufte und sich auch in den Hörercharts des Radiosenders Ö3 etablieren konnte. Erst ein halbes Jahr später wurde die Single Not In Love Anymore, welche auch als Promo-Single galt, veröffentlicht und als Werbesong für ein Open-Air-Konzert des Senders Ö3 verwendet. Die Single kam zwar nicht in die Charts, machte aber die Band für die Medien wieder interessanter. Im Mai wurde die Single Butterfly Tree/Vital Signs vorgestellt, welche sich am besten von allen bisher veröffentlichten Songs verkaufen konnte und Platz 20 der Ö3 Austria Top 40 sowie #2 in den Austro-Hit-Charts erreichte.
1st Last Will stieg Ende Juni in die Album-Charts der Ö3 Austria Top 40 auf Platz 13 ein, konnte sich zwar nicht auf diesem Platz halten, schien jedoch 10 Wochen lang auf. Nach dem Erfolg gab Produzent Kahr bekannt, dass das Album auch in Deutschland und in der Schweiz veröffentlicht werden soll.

## Auskoppelungen

### Summer Sun
Summer Sun ist die erste Auskoppelung des Albums und wurde fast ein Jahr vor 1st Last Will veröffentlicht. Beim Song handelt es sich um eine Pop-Rock-Ballade, die sehr ruhig gesungen wird. Gleichzeitig war es auch das Teilnehmerlied beim Ö3 Soundcheck, mit dem sie den 3. Platz erreichen konnten. Das Lied wurde am 8. September 2006 veröffentlicht und stieg zwei Wochen danach auf Platz 43 der österreichischen Charts ein konnte sich noch auf den 33. Rang verbessern.

#### Video
Im offiziellen Video spielen die Mitglieder der Band bei Mondlicht in einem seichten Gewässer und streichen durch das Schilf. Die Szenen wurden am Neusiedler See gedreht.

#### Titelliste (Maxi-CD)
Die folgenden Titel befinden sich auf der Maxi-CD zur Single:
1. Summer Sun
2. Summer Sun (Instrumental)

### Not In Love Anymore
Not In Love Anymore ist die zweite Singleauskoppelung des Albums. Dabei handelt es sich um ein deutlich rockigeres Lied als der Vorgänger. Der Song wurde am 19. Jänner 2007 veröffentlicht, konnte sich aber nicht in den Charts platzieren. Er wurde anfangs zu Werbezwecken des Senders Ö3 verwendet, aber dann durch Totally Alright von Ian O’Brien-Docker ersetzt.

#### Video
Das Video simuliert ein „Zappen“ durch verschiedene TV-Kanäle. Live-Aufnahmen der Band wechseln sich mit Persiflagen auf TV-Werbeblöcke ab, wie zum Beispiel für Handy-Klingeltöne der Art „Wähle 1 für Summer Sun, wähle 2 für Not In Love Anymore“.

#### Titel (Maxi)
1. Not In Love Anymore (Radio Edit)
2. Not In Love Anymore
3. Not In Love Anymore (Instrumental)

### Butterfly Tree/Vital Signs
Butterfly Tree/Vital Signs ist die bisher kommerziell erfolgreichste Single von Excuse Me Moses. Sie erreichte Platz 20 und blieb 20 Wochen lang in den Charts. Bei Butterfly Tree handelt es sich ebenfalls um eine Ballade, die allerdings gemeinsam mit dem Song Vital Signs auf der Maxi-CD erschien, welcher einen Kontrast durch die musikalisch härtere Gangart bildet. Diesen Gegenstandpunkt reflektiert auch das Cover-Artwork der Single.

#### Video
Im Video zu Butterfly Tree wird eine gemütliche Sommerabends-Szene dargestellt: Die Musiker spielen gemeinsam auf Akustikgitarren, was sich mit Szenen aus einem Grillfest mit Freunden abwechselt.

#### Titel (Maxi)
1. Butterfly Tree
2. Vital Signs
3. Butterfly Tree (Instr.)
4. Vital Signs (Instr.)

## Sonstiges
- Kurz vor Veröffentlichung des Albums spielten Excuse Me Moses mitten am Wiener Stephansplatz ein kurzes illegales Konzert von der Ladefläche eines LKW für die Promotion von 1st Last Will.
- Für das Artwork ihrer kommenden Single (Stand: Juli 2007), welche Dezember 2007 erscheinen soll, baten Excuse Me Moses ihre Fans um Zusendung von Porträtbildern. Als Belohnung gab es dafür den unveröffentlichten Non-Album-Track Thank You.[1]

## Titelliste
1. Tragedies
2. Don’t Talk To Strangers
3. Butterfly Tree
4. Summer Sun
5. In Memoriam
6. Vital Signs
7. Away From Me
8. Not In Love Anymore
9. Running Back To You
10. A Thousand Ways
11. Torn
12. The Powers That Be
13. Flow
14. Mr. Morpheus